# Список королей Уэссекса

Королевство Уэссекс

Список включает в себя монархов королевства Уэссекс (королевства западных саксов) до 899 года.
Альфред Великий, король Уэссекса, принял титул «король англов» и считается первым королём Англии. Более поздних правителей Англии следует смотреть в списке королей Англии.

## История

Миграции германских племён в Британию в V веке

«Англосаксонская хроника» относит основание Уэссекса к 494 или 495 году, когда в Британию на 5 кораблях приплыл Кердик, считающийся основателем династии правителей королевства, вместе с сыном Кинриком. Он высадился в месте, позже названном «Брод Кердика» (др.-англ. Cerdicesora) в Южном Гэмпшире, где сразу же был атакован бриттами. В 508 году Кердик разбил бритов, убив короля по имени Наталлеод и 5 тысяч людей с ним. Однако, как указывает Барбара Йорк, существуют непреодолимые проблемы, которые не позволяют воспринимать сообщения «Англосаксонской хроники» как точную историческую запись. В первую очередь, это касается хронологии. Многие исследователи отмечали, что некоторые события повторялись с интервалом в 19 лет. В частности, сообщение о прибытии Кердика в Британию в 495 году фактически дублирует сообщение за 514 год, в котором говорится о том, как западные саксы приплыли на «Берег Кердика». Исследовательница полагает, что подобное дублирование могло оказаться следствием ошибки при копировании или неправильной интерпретации событий из ранних источников. Одним из них могла быть созданная после обращения саксов в христианство «Пасхальная таблица Дионисия Малого», записи в которой группировались в девятнадцатилетние циклы. По мнению некоторых исследователей, целью дублирования информации могло быть и сокрытие периода между 500 и 550 годами, когда англосаксы терпели поражения от бриттов. При этом прибытие на небольшом количестве кораблей пары основателей, по мнению некоторых современных исследователей, скорее всего, является англосаксонской легендой, являющейся частью более широкой индоевропейской традиции.
Указанные в «Англосаксонской хронике» даты правления Кердика (519—534 годы) соответствуют 16-летней продолжительности, отведённой ему в «Генеалогическом списке правителей западных саксов», однако в других записях существуют расхождения с хроникой. В результате даты правления ранних представителей Уэссекской династии могут быть установлены только приблизительно. Современные исследователи полагают, что указанные в «Англосаксонской хронике» даты правления Кердика следует отнести к более позднему периоду. На основании всех сохранившихся рукописей списка и «Англосаксонской хроники» Дэвид Дамвилл попытался реконструировать годы правления ранних королей Уэссекса. Согласно его исследованию, начало правления Кердика следует отнести примерно к 538 году. Скорректировал исследователь и даты нескольких других ранних королей Уэссекса.
Хотя первоначальное образование Уэссекса (королевства западных саксов) «Англосаксонская хроника» связывает с Южным Гэмпширом и островом Уайт, Беда Достопочтенный указывает, что эти провинции оставались независимыми от Уэссекса до их завоевания королём Кэдваллой в 686—688 годах. Кроме того, многие источники и топонимика указывают на то, что эти провинции были заселены не саксами, а ютами. Поэтому современные исследователи считают маловероятным, что именно в них мог быть основан Уэссекс. По мнению Барбары Йорк, истоки королевства следует искать в верховьях Темзы. Известно, что германцы уже с V века в районе современных городов Абингдон и Дорчестер.. Сохранились также «княжеские» захоронения конца VI века. Кроме того, именно Дорчестер стал центром первой христианской епархии в Уэссексе. Кроме того, «Англосаксонская хроника» указывает, что один из ранних королей Уэссекса, Кевлин, в 570-е — 580-е годы захватил много поселений, расположенных именно в этой области.
Первые правители основанного королевства использовали титул «король гевиссов» (лат. Rex Gewissorum). Это название связано с этнонимом «гевиссы (гевиссеи)». (др.-англ. Geuissæ, лат. Gevissae). Беда, писавший свою «Церковную историю народа англов» в VIII веке, утверждает, что ранее западные саксы назывались гевиссами, считая оба этнонима взаимозаменяемыми. Некоторые ранние короли Уэссекса, включая основателя династии, носили бриттские имена, что привело к возникновению гипотезы о том, что гевисский королевский дом имел не германское, а бриттское происхождение.
Ранняя история Уэссекса вплоть до принятия христианства в VII веке плохо известна, и даже после крещения королей Уэссекса документирована плохо. Сохранившиеся исторические и генеалогические источники были созданы значительно позже, во времена Альфреда Великого, и были искажены стремлением хрониста представить историю королевства Уэссекс как череду непрерывных правителей, восходящую к его основателю — королю Кердику, представляя его предком всех последующих королей. Как отмечает Дэвид Питер Кирби, созданные в IX веке «Англосаксонская хроника» и «Генеалогический список королей западных саксов» вместе создавали «политическую фикцию» с целью показать прямую преемственность правителей Уэссекса с древних времён. Однако Беда указывает, что после смерти короля Кенвала в течение примерно 10 лет Уэссекс развалился на несколько королевств, управляемых субкоролями. По мнению Кирби, это известие может свидетельствовать о том, что в раннем Уэссексе существовали разные королевства, над которыми Кенвал смог установить верховную власть, но его смерть привела к новой раздробленности. Историк полагает, что первоначально не существовало единого королевства западных саксов, а их владения в Уилтшире, Гэмпшире и верховьях Темзы были политически независимы.
В VII—VIII веках правители гевиссов значительно расширили свои владения, образовав королевство Уэссекс. Х. Уолкер полагает, что именно из-за расширения королевства на запад во второй половине VIII века титул «король гевиссов» заменяется на «король саксов» (лат. Rex Saxonum). Первым правителем, который использовал данный титул, является Кентвин. Далее он появляется в хартиях Кедваллы и Ине. По мнению историка, титул отражает претензии королей не только на Суссекс, но и на Кент; когда же Ине, несмотря на успехи, отказался от попыток завоевания этих королевств, он стал использовать титул «король западных саксов» (англ. Rex Westsaxonum).
Барбара Йорк указывает, что кроме правителей Уэссекса в разных источников упоминаются и другие лица, носившие титул «король» (rex), «субкороль» (subregulus) или его варианты. Большинство из этих правителей были родственниками Уэссекского королевского дома. Кроме того, некоторые родственники королей, формально не носившие королевский титул, по мнению исследовательницы, также должны рассматриваться как короли, делившие власть с основным правителем. Барбара Йорк предположила, что короли Уэссекса после завоевания территорий, в которых были свои правители, назначали вместо них своих родственников. Кроме того, по её мнению, крупные ветви королевского дома могли обладать наследствеными правами в определённых провинциях.

## Монархи Западного саксонского королевства (Уэссекс)
| Имя                               | Имя на древнеанглийском языке | Годы жизни               | Годы правления      | Титулование в хартиях |
| --------------------------------- | --- | ------------------------ | ------------------- | --------------------- |
| Короли Гевисса (Gewissae)         | |                          |                     |                       |
| Уэссекская династия (дом Кердика) | |                          |                     |                       |
| Кердик                            | Cerdic (Ċerdiċ) |                          | 519—534 или 538—554 | Нет данных            |

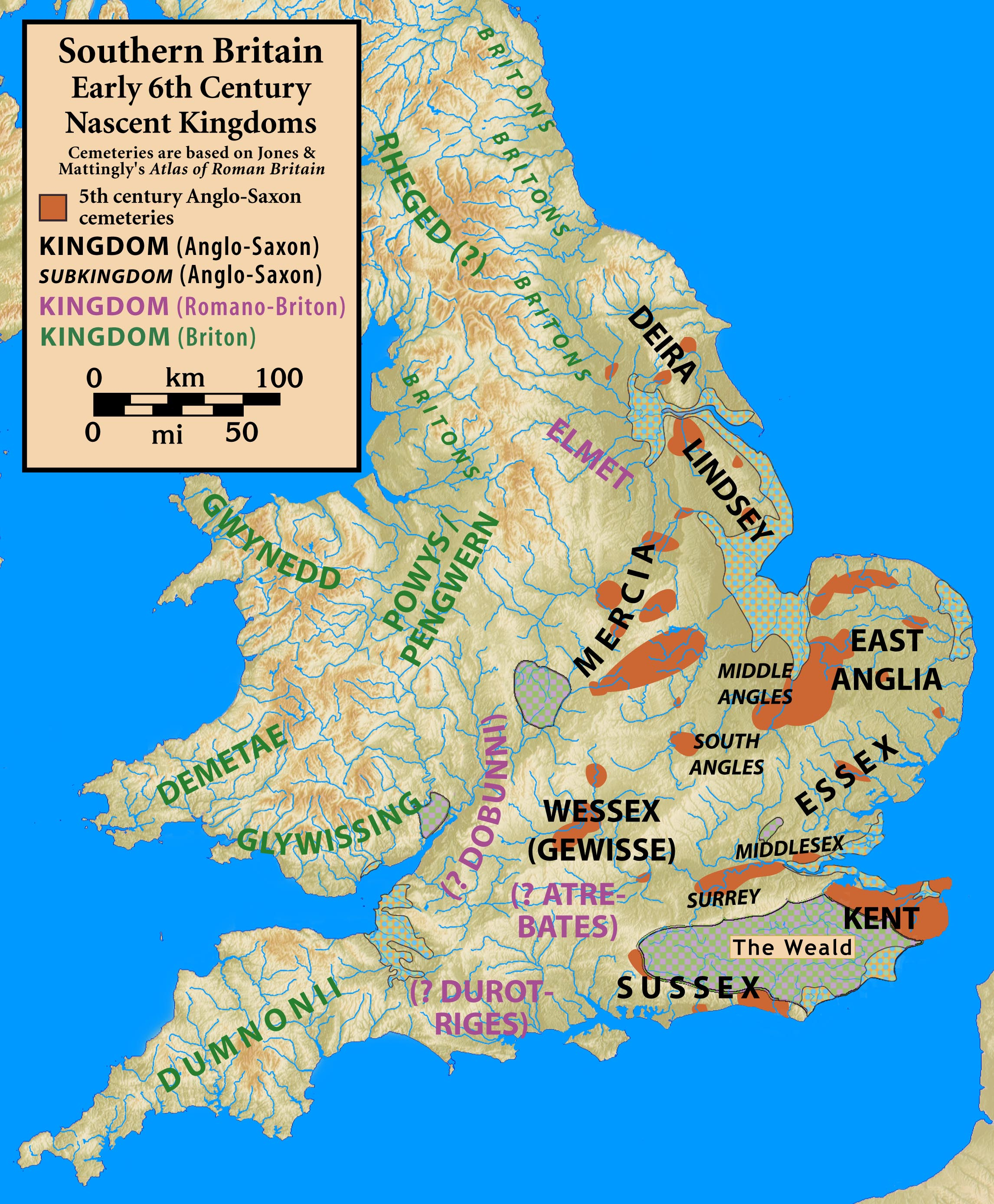
Британия в начале VI века

Англосаксонские королевства в начале VII века

Уэссекс в начале IX века

Уэссекс в начале правления Альфреда Великого

| Кердик                            | Кердик традиционно считается саксом, первым королём Уэссекса и основателем Уэссекского королевского дома (дома Кердика). В «Англосаксонской хронике» сообщается, что он прибыл в Британию в 495 году вместе с сыном Кинриком и, одержав несколько побед над бриттами, обосновался в месте, названном «Брод Кердика» (в Южном Гэмпшире). В 519 году Кердик принял королевский титул и умер в 534 году. В «Англосаксонской хронике» приводятся и генеалогии англосаксонских королей, в которой происхождение Кердика прослеживается вплоть до Одина и библейских патриархов. Исследовавший их Кеннет Сисэм доказал, что эта родословная была создана с некоторыми изменениями из генеалогии королей Берниции и, соответственно, не имеет исторической основы. Отцом Кердика в этом родословии показан Элеса, который некоторыми учёными отождествляется с романо-британским «начальником региона» Эласием, встреченным епископом Германом Осерским. Современные нам исследователи пересматривают как хронологию, приведённую в «Англосаксонской хронике», так и происхождение самого Кердика. Согласно реконструкции оригинала «Списка королей западных саксов», Дэвид Дамвилл принимает версию, что Кердик правил 16 лет, однако относит время его правления примерно к 538—554 годам. Имя же Кердика имеет, по мнению филологов, бриттское происхождение, поэтому, возможно, он либо был бриттом, либо происходил из германской семьи, которая ранее обосновалась в Британии и смешивалась с романо-британским населением. Также современные исследователи считают вероятным, что Кердик мог править не в Южном Гэмпшире, а в долине реки Темзы, где германцы селились уже в V веке. |                          |                     |                       |
| Креода                            | Creoda | VI век                   | ?                   | Нет данных            |
| Креода                            | В «Англосаксонской хронике» имя Креоды отсутствует. Однако в двух английских генеалогических списках (Коллекции англов и «Генеалогическом списке правителей западных саксов») между Кердиком и Кирриком указывается ещё один правитель — Креода, названный сыном первого и отцом второго. Упоминается имя Креоды и в «Жизни короля Альфреда» Ассера при перечислении его предков по отцовской линии. Однако при упоминании предков матери Альфреда Киррик назван сыном Кердика, а имя Креоды отсутствует. По одной из гипотез его имя присутствовало в ранних первоисточниках, но было по политическим мотивам удалено из поздних. Д. П. Кирби предложил другое объяснение: по его мнению, Креода был современником Кердика и Кинрика, правившим саксами в долине Темзы, в то время как они сами правили в Гэмпшире. По мнению исследователя, тот мог быть предком некоторых более поздних королей Уэссекса — Кевлина, Кэдваллы и Ине, но когда происхождение от Кердика стало обязательным для правителей Уэссекса, его задним числом приписали к основанной тем династии. Ещё одно предположение высказывал У. Стивенсон, который полагал, что источники путали Креоду и Кердика; по мнению исследователя, некоторые из более поздних действий первого короля Уэссекса были приписаны ему ошибочно, а на самом деле их совершали Креода и Кинрик. |                          |                     |                       |
| Кинрик (Кюнрик)                   | Cynric | VI век                   | 534—560 или 554—581 | Нет данных            |
| Кинрик (Кюнрик)                   | Второй из королей гевиссов (западных саксов) и один из основателей королевского дома Уэссекса. В «Англосаксонской хронике» Кинрик указан как сын Кердика, прибывший вместе с ним в 495 году и вместе с ним участвовал в ранних победах над бриттами. Далее указывается, что в 519 году он стал соправителем отца, а в 534 году стал единоличным правителем, управляя Уэссексом 26 или 27 лет. Однако его преемнику в «Англосаксонской хронике» отводился, по оценкам исследователей, слишком большой срок правления, поэтому даты его правления следовало сдвинуть вперёд, хотя точно и неизвестно, на сколько. Дэвид Дамвил полагает, что правление Кинрика следует отнести к 554—581 годам. Согласно «Англосаксонской хронике», Кинрик расширил королевство Западных Саксов, присоединив к нему территорию современного Уилтшира, захватив Старый Сарум и Барбери-Касл. |                          |                     |                       |
| Кевлин                            | Ceawlin (Ceaulin, Caelin, Celin) | умер в 593               | 560—592 или 581—588 | Нет данных            |
| Кевлин                            | Король гевиссов (западных саксов) и один из самых могущественных англосаксонских королей своего времени. Беда Достопочтенный называет его вторым из семи англосаксонских правителей, обладавших верховной властью над королевствами к югу от Хамбера, а, «Англосаксонская хроника» в записи за 827 году называет вторым из восьми «бретвальд» — правителей всех земель к югу от Хамбера. Кевлин традиционно считается сыном короля Кинрика. Возможно, что при жизни отца он был его соправителем, а став единоличным правителем, сделал своим соправителем брата Куту (Кутвульфа), а после его смерти, возможно, разделил власть с сыном Кутвином. «Англосаксонская хроника» относит начало правления Кевлина к 560 году, а в 591 году он был разбит в кровопролитной битве у Кургана Водена, а в 592 году был изгнан из Уэссекса. Однако «Генеалогический список королей западных саксов» указывает, что Кевлин правил 7 или 17 лет. Исследователь полагает, что Кевлин был королём в 581—588 годах. «Англосаксонская хроника» сообщает, что Кевлин смог победить короля Кента Этельберта I и захватить ряд бриттских владений, в том числе в современном Глостершире, однако достоверность этих известий проверить сложно В конце правления Кевлина начались междоусобицы между западными саксами, которые привели к его свержению и изгнанию из Уэссекса. Дэвид Питер Кирби полагает, что в VI веке не существовало единого королевства западных саксов, а их поселения в Уилтшире, Гэмпшире и верховьях Темзы были политически независимы. И если король Кевлин был связан с западными саксами, жившими в верховьях Темзы, Кеол и Кеолвульф скорее были связаны с Уилтширом. Свержение Кевлина привело к политической раздробленности, а титул бретвальды в итоге перешёл к королю Кента Этельберту I. «Англосаксонская хроника» сообщает о смерти Кевлина в 593 году. |                          |                     |                       |
| Кеол (Кеола, Кеолрик)             | Ceol (Ceola, Ceolric) | умер в 597 (?)           | 591—597 или 588—594 | Нет данных            |
| Кеол (Кеола, Кеолрик)             | Кеол, вероятно, был сыном Куты (Кутвульфа), брата короля Кевлина, о смерти которого «Англосаксонская хроника» сообщает в 571 году. Обстоятельства его прихода к власти неясны. Современные исследователи полагают, что Кеол вместе со своим братом Кеолвульфом сыграл ключевую роль в свержении дяди, короля Кевлина, который в 591 году был разбит в кровопролитной битве у Кургана Водена, а в 592 году был изгнан из Уэссекса. О последующей биографии Кеола ничего неизвестно, в 597 году (по Д. Дамвиллу — в 594 году) его сменил брат Кеолвульф. Дэвид Дамвил высказал также предположение, что имя «Кеол» могло появится в списке королей Уэссекса из-за ошибки, поскольку расплывчатые формулировки о степени родства королей Кеолвульфа и Кинегильса, по его мнению, свидетельствуют о том, что в момент его составления степень их родства была не совсем ясна. При этом исследователь отмечает, что обстоятельства его восхождения на престол были явно достаточно хорошо известны, поэтому нет оснований считать Кеола выдуманной фигурой. |                          |                     |                       |
| Кеолвульф                         | Ceolwulf (Ceolulf, Ceolf) | умер около 611           | 597—611 или 594—611 | Нет данных            |
| Кеолвульф                         | Согласно приведённой в «Англосаксконской хронике», Кеолвульф был сыном Куты, который, вероятно, был братом короля Кевлина, и, соответственно, братом короля Кеола, которому он наследовал. «Англосаксонская хроника» сообщает, что он начал править в 597 году и одержал множество побед над англами, бриттами, пиктами и скоттами, а в 611 году сообщает о начале правления его преемника, Кинегильса. Однако в «Генеалогическом списке королей западных саксов» (кроме одной копии) указывается, что Кеолвульф правил не 14 лет, а 17. Дэвид Дамвел полагает, что правильной является цифра 17, а 14 — это ошибка переписчика. На основании этого исследователь считает, что Кеолвульф стал королём в 594 году. Барбара Йорк считает, что именно в его правление были заложены предпосылки для расширения королевства на бг и запад за счёт бриттов и саксов, однако упоминает только одно сражение — в 607 году против южных саксов, которое по мнению исследовательницы, могло быть частью борьбы между двумя народами за контроль за остров Уайт и Южный Гэмпшир. |                          |                     |                       |
| Кинегильс (Кюнегильс)             | Cynegils (Kynegils, Cinegils, Cinegels, Cinigels, Cynegisl, Cynigislo) | умер в 642               | 611—642             |                       |
| Кинегильс (Кюнегильс)             | Кинегильс был первым королём гевиссов, принявшим христианство. Вероятнее всего, он был сыном короля Кеола. На престол он вступил в 611 году. Вероятно, большая часть его правления прошла в соправительстве с сыном Квихельмом. Согласно «Англосаксонской хронике», Кинегильс успешно воевал против бриттов и восточных саксов, а также мерсийского короля Пенды. Вероятно, что именно вражда с последним привела к его заключению союза с королём Нортумбрии Освальдом, за которого король гевиссов выдал замуж свою дочь. В 635 году Квихельм был крещён посланным папой Гонорием I миссионером Бирином, которому король передал Дорчестер-на-Темзе для основания там епископской кафедры. |                          |                     |                       |
| Квихельм                          | Cwichelm | умер в 636               | 611/626 — 636       |                       |
| Квихельм                          | Сын и соправитель Кинегильса большую часть его правления. Вместе с отцом Квихельм участвовал в битвах против бриттов и короля Мерсии Пенды. По сообщению Беды, в 626 году он неудачно пытался организовать убийство короля Нортумбрии Эдвина. Тот выжил и организовал поход в Уэссекс, причём в списке E «Англосаксонской хроники» утверждается, что при этом было убито 5 королей, однако сам Квихельм остался жив. Как и отец, он в год своей смерти был крещён миссионером Бирном. Квихельм умер ещё при жизни отца — в 636 году. |                          |                     |                       |
| Кенвал                            | Cenwalh | умер в 672               | 642—645, 648—672    |                       |
| Кенвал                            | Младший сын короля Кинегильса, но его старший брат умер раньше отца. Он стал королём гевиссов после смерти Кинегильса в 642 году, но в 645 году был свергнут королём Мерсии Пендой. Беда утверждает, что причиной стало изгнание Кенвалом своей жены, которая была сестрой Пенды. Он нашёл убежище при дворе другого врага короля Мерсии — короля Восточной Англии Анны, благодаря вмешательству которого в 646 году был крещён, поскольку, в отличе от отца, брата и племянника, вероятно, не был ранее обращён в христианство епископом Бирном. Неизвестно, при каких обстоятельствах Кенвал смог вернуть себе трон, но произошло это не позже 648 года. Около 660 года он основал в своём королевстве вторую епархию с центром в Уинчестере, что вызвало недовольство епископа Дорчестера Агильберта, покинувшего свою кафедру, в результате чего Уинчестерская епархия осталась единственной в Уэссексе. При Кенвале продолжилось расширение королевства — к нему были присоединены ютские владения в Южном Гэмпшире, а также районы в Западном Уилтшире, Дорсете и Сомерсете, ранее находившиеся под контролем бриттов. Также он, как и отец, находился в тесной связи с королями Нортумбрии. Квихельм умер примерно в 672 году. |                          |                     |                       |
| Кенберт (Коенбрюхт)               | Cenberht (Cēnberht, Cœ̅nberht) | умер в 661               | ?—661               |                       |
| Кенберт (Коенбрюхт)               | Сын Кедды, сына Кутвин Уэссекский и внука короля Кевлина. «Англосаксонская хроника» сообщает о смерти в 661 году «короля Кенберта». Барбара Йорк полагает, что Кенберт мог править в Уэссексе в 645—648 годах — во время изгнания Пендой короля Кенвала, а позже делил с ним власть или был субкоролём. По мнению исследовательницы, возможно он обладал наследственными правами на определённые провинции королевства. Его сыном был король Кэдвалла. |                          |                     |                       |
| Кутред                            | Cuthred (Cuðred, Cuþred, Cuþræd) | умер в 661               | 648—661             |                       |
| Кутред                            | Сын Квихельма, сына и соправителя своего отца, короля Кинегильса. «Англосаксонская хроника» сообщает, что Кутред был крещён епископом Бирином в 639 году, а в 648 году его дядя, король Кенвал, передал ему владения у Эшдауна размером в 3 тысячи гайд. Барбара Йорк полагает, что Кутред был субкоролём в Уэссексе, вероятно, в провинции, включавшей земли вокруг Беркширских холмов. По сообщению «Англосаксонской хронике» в 661 году территория Уэссекса до Эшдауна была разорена королём Мерсии Вульфхером, в том же году Кутред умер. |                          |                     |                       |
| Мерсийская династия (Иклинги)     | |                          |                     |                       |
| Пенда                             | Penda | погиб 15 ноября 655      | 645—648             |                       |
| Пенда                             | Король Мерсии с 626 года, король Гевисса (Уэссекса) в 645—648 годах, сделавший Мерсию одним из самых могущественных королевств в Англии. Он вёл войны против соседних королевств, расширив территорию своего государства. В 628 году Пенда сражался против королей Гевисса Кинегильса и Квихельма. Возможно, что одним из условий заключения мира между ними стал брак между сестрой короля Мерсии и Кенвалом, младшим сыном Кинегильса. После того же, как Кенвал стал королём гевиссов, он развёлся со своей женой. Именно этим Беда Доспопочтенный объясняет вторжение Пенды в Уэссекс в 642 году. В результате Кенвал был свергунт и был вынужден бежать к королю Восточной Англии Анне. Кто управлял Уэссексом в это время неизвестно. Однако через 3 года Кенвал смог вернуть себе престол. Как именно это произошло, источники не сообщают, однако мерсийцы этому никак не препятствовали. С. Е. Келли считает, что это произошло во время ослабления власти Пенды. Король Мерсии погиб в 855 году в битве при Винведе во время очередного похода в Нортумбрию. |                          |                     |                       |
| Неизвестная династия              | |                          |                     |                       |
| Сексбурга                         | Seaxburh |                          | 672—674             |                       |
| Сексбурга                         | Вторая жена короля гевиссов Кенвала, единственная женщина в англосаксонский период, которая была правящей королевой. Барбара Йорк не исключает, что Сексбуга сама могла происходить из гевисского королевского дома, однако указывает, что её имя с корнем «Seax» более характерно для восточносаксонской королевской династии, а среди потомков Кердика не встречалось. После смерти мужа в 672 году Сексбурга стала королевой гевиссов. Сообщается, что она правила в течение года, однако, вероятно её правление продолжалось немного дольше, поскольку следующий король, согласно «Англосаксонской хронике» вступил на престол только в 674 году. Хотя известны случаи, когда вдовы англосаксонских монархов правили королевством во время малолетства детей, в данном случае, судя по имеющимся источникам, она была правящей королевой, а не регентом. При этом Барбара Йорк отмечает, что Беда Достопочтенный описывает период после смерти Кенвала как время смуты, когда «править королевством стали царьки», но составители «Англосаксонской хроники» упростили «более сложную реальность». Дэвид Кирби полагает, что в раннем Уэссексе существовали разные королевства, над которыми Кенвал смог установить верховную власть, но его смерть привела к новой раздробленности. |                          |                     |                       |
| Уэссекская династия (дом Кердика) | |                          |                     |                       |
| Кенфус                            | Cenfus |                          | 674                 |                       |
| Кенфус                            | «Англосаксонская хроника» приводит генеалогию его сына, короля Эсквина, указывая, что Кенвус был потомком Кеолвульфа, сына короля Кинрика. Ни в хронике, ни в «Списке королей Уэссекса» сам Кенвус королём не назван, однако он упоминается в качестве короля в списке королей Уэссекса, приводимом в хронике Иоанна Вустерского; там его правлению отводится 2 года. Барбара Йорк полагает, что Кенвус был одним из субкоролей после того, как Уэссекс разделился на несколько королевств. |                          |                     |                       |
| Эсквин                            | Æscwine | погиб в 676              | 674—676             |                       |
| Эсквин                            | Сын Кенфуса. «Англосаксонская хроника» сообщает, что он стал королём Уэссекса в 674 году, в 675 году сражался против короля Мерсии Вульфхера, а в 676 умер. Дэвид Кирби полагает, что хотя Эсквин, вероятно, был одним из субкоролём, правившим одним из королевств, на которые в этот период развалился Уэссекс, он был достаточно значимой фигурой и, возможно, одним лидером западных саксов, стремившимся остановить военное наступление мерсийцев. |                          |                     |                       |
| Кентвин                           | Centwine | умер после 685           | 676—685             |                       |
| Кентвин                           | Сын или короля Кеола, или короля Кинегильса . «Англосаксонская хроника» указывает, что он вступил на престол в 676 году, в 682 году «прогнал бриттов к самому морю». В 685 году «Хроника» указывает, что за «свою корону» стал бороться Кэдвалла. Сам же Кентвин в этом году удалился в монастырь; либо он был свергнут Кэдваллой, либо сам решил отказаться от власти ради религиозной жизни. «Генеалогический список королей Уэссекса» указывает, что Кентвин правил 7 или 9 лет. Барбара Йорк полагает, что Кентвин первоначально мог быть одним из субкоролей в Уссексе, распавшегося после смерти Кенвала, но к концу своего правления смог вновь объединисть королевство. Адальхельм в поэме, написанной для дочери Кентвина Бугги, сообщает он «трёх великих победах» короля. Сведения о них отсутствуют, но, по мнению Барбары Йорк, он продолжил завоевания земель к юго-западу от Гевисса. Адальхельм также хвалит Кенвала за «справедливое» правление и за «щедрые пожертвования новооснованным церквям». Кенвал был первым правителем, который в одной из хартий использовал титул «король саксов» (лат. Rex Saxonum). |                          |                     |                       |
| Короли западных саксов (Уэссекса) | |                          |                     |                       |
| Уэссекская династия (дом Кердика) | |                          |                     |                       |
| Кэдвалла                          | Cædwalla | умер 20 апреля 689       | 685—688             |                       |
| Кэдвалла                          | |                          |                     |                       |
| Ине                               | Ine | умер в 728               | 688—726             |                       |
| Ине                               | |                          |                     |                       |
| Этельхард                         | Æthelheard | умер в 741               | 726—741             |                       |
| Этельхард                         | |                          |                     |                       |
| Кутред                            | Cuthred | умер в 756               | 741—756             |                       |
| Кутред                            | |                          |                     |                       |
| Сигеберт                          | Sigeberht | умер в 757               | 756—757             |                       |
| Сигеберт                          | |                          |                     |                       |
| Киневульф (Кюневульф)             | Cynewulf | убит в 786               | 757—784             |                       |
| Киневульф (Кюневульф)             | |                          |                     |                       |
| Беортрик                          | Beorhtric | убит в 802               | 786—802             |                       |
| Беортрик                          | |                          |                     |                       |
| Эгберт                            | Ecgbryht Eagberht |                          | 802 — 839           |                       |
| Эгберт                            | |                          |                     |                       |
| Этельвульф                        | Ethelwulf |                          | 839—858             |                       |
| Этельвульф                        | |                          |                     |                       |
| Этельбальд                        | Æthelbald |                          | 858—860             |                       |
| Этельбальд                        | |                          |                     |                       |
| Этельберт                         | Æþelbert |                          | 860—865             |                       |
| Этельберт                         | |                          |                     |                       |
| Этельред I                        | Æþelræd |                          | 865—871             |                       |
| Этельред I                        | |                          |                     |                       |
| Альфред Великий                   | Ælfrēd (Ælfred) | 849/849 — 26 октября 899 | 871—899             |                       |
| Альфред Великий                   | |                          |                     |                       |

По сообщению «Англосаксонской хроники», около 886 года захватил Лондон, после чего «весь народ англов» покорился Альфреду Великому, «кроме тех, кто был под властью данов». В некоторых хартиях Альфред использует титул «король англосаксов», что, вероятно, означало его господство не только над западными саксами, но и над западными мерсийцами (англами). Хронист Асер пошёл ещё дальше, заявляя, что король был «правителем всех христиан на острове Британия». Поэтому традиционно считается, что Альфред Великий стал первым королём Англии, хотя первым правителем, действительно правившим всей Англией, был его внук Этельстан, который смог в 927 году захватить Нортумбрию, управляемую датскими королями.